# Харківський національний університет будівництва й архітектури

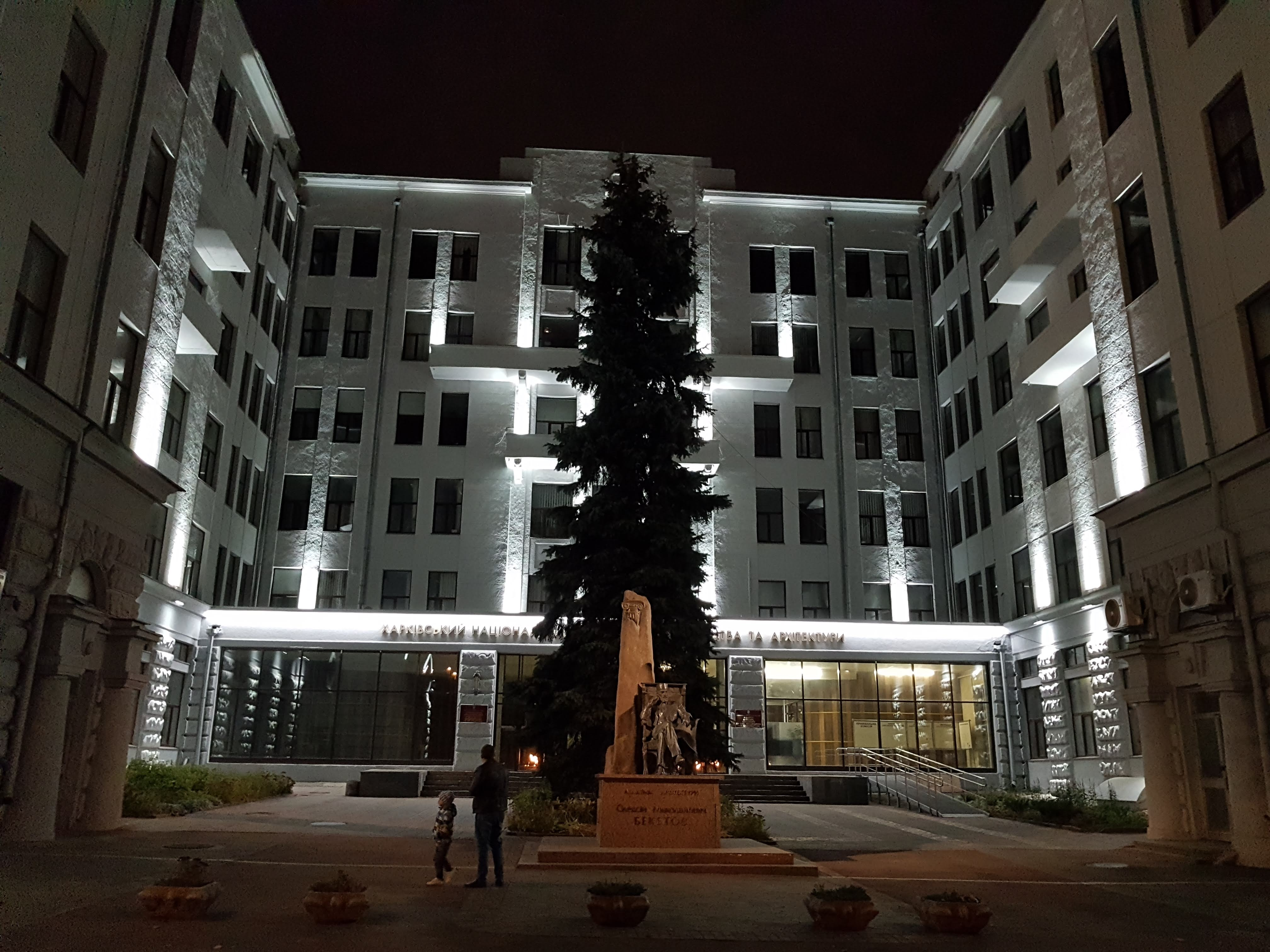
ХНУБА

Харківський національний університет будівництва та архітектури — колишній державний вищий навчальний заклад IV рівня акредитації, підпорядкований Міністерству освіти і науки України, що існував у Харкові. Припинив існування у 2023 році через приєднання до складу Університету міського господарства 

## Історія
У 1930 р. на базі будівельного факультету Харківського технологічного інституту та архітектурного факультету Харківського художнього інституту створено Харківський інженерно-будівельний інститут. У 1994 р. інститут став університетом.
У 2010 році університету минуло 80 років.
У 2011 році Указом Президента України університету надано статус національного.

## Структура, спеціальності
На 9 факультетах і 37 кафедрах університету ведено підготовку бакалаврів, фахівців і магістрів за 13 спеціальностями в галузях будівництва, архітектури, економіки, менеджменту та екології. 17 кафедр є випусковими.

## Спеціалізовані Вчені ради із захисту дисертацій
В університеті працюють 4 спеціалізовані вчені ради із захисту докторських і кандидатських дисертацій за 10-ма спеціальностями:
- Д 64.056.01 (05.23.08 — технологія та організація промислового та цивільного будівництва; 05.13.22 — управління проектами та розвиток виробництва; 21.06.02 — пожежна безпека);
- Д 64.056.02 (18.00.01 — теорія архітектури, реставрація пам'яток архітектури);
- Д 64.056.03 (05.23.03 — вентиляція, освітлення та теплогазопостачання; 05.23.04 — водопостачання, каналізація; 05.23.16 — гідравліка та інженерна гідрологія);
- Д 64.056.04 (05.23.01 — будівельні конструкції, будівлі та споруди; 05.23.05 — будівельні матеріали та вироби; 05.05.02 — машини для виробництва будівельних матеріалів і конструкцій).

## Керівництво
Ректор — Череднік Димитрій Леонідович
Заступник ректора (проректор) з науково-педагогічної роботи, доктор технічних наук, професор — Гончаренко Дмитро Федорович
Проректор з адміністративно-господарської роботи — Шмигун Євгеній Іванович

## Відомі випускники
- Бабаєв Володимир Миколайович
- Фукс Павло Якович
- Кушнарьов Євген Петрович
- Петрушенко Петро Пилипович
- Лаврентьєв Ігор Миколайович
- Фурманова Ніна Самойлівна
- Морєва Тетяна Абрамівна
- Антонов Віктор Леонідович
- Монтлевич Віра Євгенівна
- Семенов Владлен Трохимович — головний архітектор Харкова у 1982—1994 роках
- Рєусов Володимир Олексійович
- Чечельницький Павло Георгійович
- Алфьоров Ігор Олександрович — головний архітектор Харкова у 1965—1975 роках
- Шур Елла Мойсеївна
- Плаксієв Юрій Олексійович
- Гмиря Борис Романович
- Костіна-Кассанеллі Наталія Миколаївна — письменниця
- Бондар-Терещенко Ігор Євгенович — поет, літературознавець
- Агасиєв Кирило Яшар огли — Герой України (2022)

## Відомі викладачі
- Бекетов Олексій Миколайович — професор
- Коренчук Оксана Андріївна — кафедра «Архітектура», курс «Основи архітектурної композиції та проектування»
- Молокін Олександр Георгійович — декан архітектурного факультету
- Монтлевич Віра Євгенівна
- Неровецький Олександр Інокентійович
- Плєхов Микола Дмитрович — декан архітектурного факультету
- Рєусов Володимир Олексійович — професор кафедри архітектурних конструкцій
- Касьянов Олександр Михайлович — головний архітектор Харкова у 1943—1950 роках
- Фурсов Вадим Вікторович — доктор технічних наук, професор кафедри металевих та дерев'яних конструкцій(з 2012 по 2017 завідувач кафедри)

## Цікаві факти
Перед центральним входом до ХНУБА стоїть пам'ятник архітектору О.Бекетову. Хоча ім'я Бекетова носить інший харківський виш — ХНУМГ ім. О. М. Бекетова